# Chaoyang (köping i Kina, Inre Mongoliet, lat 41,83, long 114,05)
Chaoyang (kinesiska: 朝阳, 朝阳镇) är en köping i Kina. Den ligger i den autonoma regionen Inre Mongoliet, i den norra delen av landet, omkring 230 kilometer nordost om regionhuvudstaden Hohhot. Antalet invånare är 16901. Befolkningen består av 8 376 kvinnor och 8 525 män. Barn under 15 år utgör 11,0 %, vuxna 15-64 år 74 %, och äldre över 65 år 13,0 %.
Genomsnittlig årsnederbörd är 517 millimeter. Den regnigaste månaden är juni, med i genomsnitt 128 mm nederbörd, och den torraste är december, med 3 mm nederbörd.